# Rolf Erb

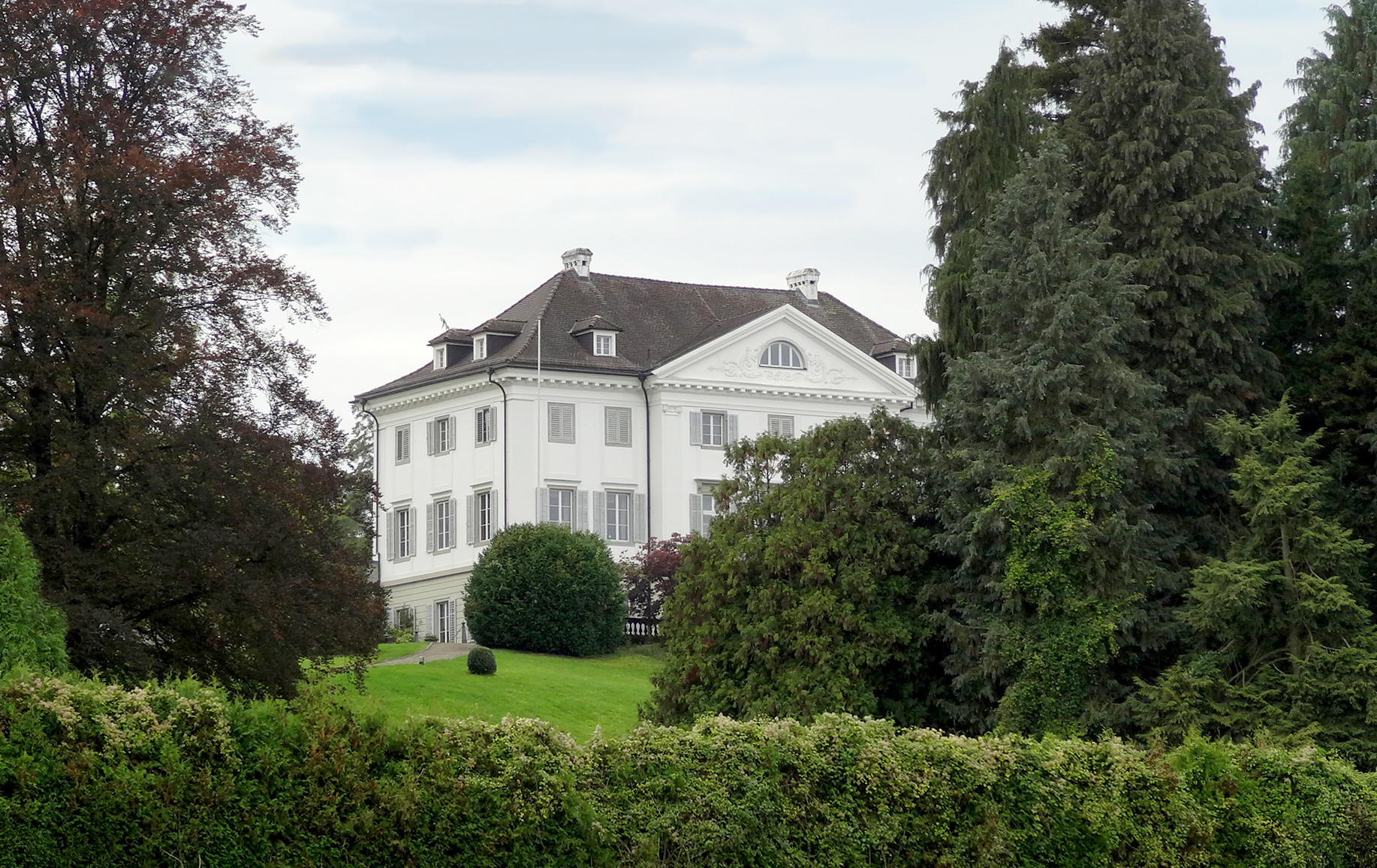
Schloss Eugensberg, Wohnsitz von Rolf Erb

Rolf Peter Erb (* 2. September 1951 in Winterthur; heimatberechtigt ebenda; † 8. April 2017 in Salenstein) war ein Schweizer Unternehmer, der die Erb-Gruppe in ihren letzten Jahren leitete. Er wurde 2015 wegen gewerbsmässigen Betrugs verurteilt.

## Leben
In den 1920er-Jahren begründete Erbs Grossvater Hugo Erb senior (1894–1952) eine Autoreparaturwerkstätte in Winterthur Töss. Rolf Erb wuchs in Winterthur mit seinen Brüdern Heinz und Christian auf. Heinz, der als Firmennachfolger vorgesehen war, starb im Alter von dreiundzwanzig Jahren bei einem Autounfall in Deutschland. Christian, ehemaliger Schweizer Meister im Diskuswurf, erlitt ebenfalls einen Autounfall und ist seit 1994 querschnittgelähmt. Bis zum Jahre 2003 gehörten der Familie Erb weltweit über achtzig Firmen, die mit 5000 Angestellten einen Umsatz von 4,5 Milliarden Franken erwirtschafteten.
Als Hugo Erb junior (1918–2003), Rolf Erbs Vater, 2003 im Alter von 85 Jahren an Krebs starb, mussten Teile der Erb-Gruppe Konkurs anmelden. Sie besass am Ende einen grossen Anteil der auf Ost-Immobilien spezialisierten Kölner CBB Holding AG. Diese erwarb Erb teilweise ursprünglich vom Zürcher Finanzunternehmen EBC unter anderem durch eine Patronatserklärung gegenüber der KPMG. Mit einer Forderungshöhe von 2,4 Milliarden Franken ist der Erb-Zusammenbruch der zweitgrösste Konkurs in der Schweiz nach der Pleite der Swissair im Jahr 2002. Der Vorwurf von Sanierer Hans Ziegler, die Erb-Brüder hätten 400 Mio. Franken unterschlagen, konnte nie nachgewiesen werden und wurde von der Staatsanwaltschaft Zürich als Anklagepunkt ad acta gelegt.
Erb wohnte im Schloss Eugensberg im Kanton Thurgau, das er nach dem finanziellen Niedergang der Erb-Gruppe und nach dem Tod seines Vaters seinen damals zehn Monate alten Zwillingen überschrieb. Rolf Erb wurde am 8. April 2017 an seinem Wohnsitz von seiner Familie tot aufgefunden. Er starb an einer Herzerkrankung.

### Justizfall
Am 22. März 2012 wurde Erb vom Bezirksgericht Winterthur wegen gewerbsmässigen Betrugs, mehrfacher Urkundenfälschung und mehrfacher Gläubigerschädigung durch Vermögensverminderung zu einer unbedingten Freiheitsstrafe von acht Jahren verurteilt. Erb und die Staatsanwaltschaft kündigten Berufung an, das Zürcher Obergericht senkte am 15. Januar 2014 die Strafe um ein Jahr auf sieben Jahre. Das Gericht entschied, seine Immobilien wie das Schloss Eugensberg im thurgauischen Salenstein und die Villa an der Wolfensbergstrasse in Wülflingen zwangszuversteigern. Die «Schlosshof Immobilien AG», der das Winterthurer Zentrum Töss gehört, floss wie auch Erbs Oldtimersammlung in die Konkursmasse. Erb kündigte daraufhin den Weiterzug des Urteils an das Bundesgericht an. Am 16. September 2015 lehnte das Bundesgericht die Beschwerde ab und bestätigte das Urteil des Zürcher Obergerichts.
Der Haftantritt konnte von Erb wiederholt mit Gesundheitsattesten und Rechtsmitteln verzögert werden. Das Zürcher Amt für Justizvollzug legte den Strafantritt auf November 2016 fest, das Zürcher Verwaltungsgericht stützte im Februar 2017 den Entscheid und legte das Datum auf den 5. April 2017, und nach erneuter Beschwerde wurde dieser Entscheid im März 2017 vom Bundesgericht bestätigt.

## Dokumentationen
- Hansjürg Zumstein: Der Zusammenbruch. Wie die Familie Erb Milliarden verdiente und wieder verlor. DOK, Schweizer Fernsehen, 19. Januar 2012 (52 Minuten).

## Publikationen
- Rolf Erb: Hugo Erb 1918–2003. Biographie über das Leben des Schweizer Unternehmer-Pioniers, Selbstverlag, o. O. 2011, ISBN 978-3-03-300934-9 (Erschienen über lulu.com).
- Rudolf Marti, Rolf Erb (Hrsg.): Eugensberg – ein Schloss und 2500 Jahre Geschichte. Huber, Frauenfeld 1997, ISBN 3-7193-1147-3.